# Nikolai Severtzov
Nikolai Alekseevich Severtzov (em russo:  Никола́й Алексе́евич Северцов), (Guberniya, Oblast de Voronej, 24 de outubrojul./ 5 de novembro de 1827 greg. - Don, 26 de janeiro jul./ 8 de fevereiro de 1885 greg.) foi um explorador e naturalista russo.
Em 1857 partiu numa expedição para a região do Rio Sir Dária, na Ásia Central, É feito prisioneiro pelos Turcomenos e é ferido por golpes de sabre, dos quais guardará os vestígios para sempre. Liberado depois de um mês volta novamente para esta região, Tashkent, em 1864. De 1865 a 1868 explorou o Tian Shan e o lago Issyk-Kul. Em 1877-1878 explorou a Cordilheira Pamir seguindo a rota perto da estrada Pamir até o Lago Yashil Kul no Rio Ghunt. Em 1885, num acidente morreu afogado.

## Obras
- Distribuição vertical e horizontal da vida selvagem do Turquestão (1873), onde descreve numerosas espécies de animais.

## Homenagens

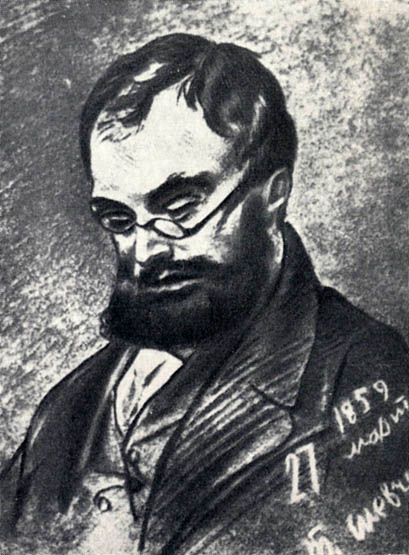
Nikolai Severtzov

Entre as espécies descritas por ele, um argali, uma subespécie de carneiro selvagem foi nomeado posteriormente em sua honra como Ovis ammon severtzovi.
O Instituto de Ecologia e Evolução da Academia de Ciências da Rússia em Moscou foi nomeado em sua homenagem pelo seu filho Alexey Severtzov.